# Osgood (Missouri)
Osgood – wieś w Stanach Zjednoczonych, w stanie Missouri, w hrabstwie Sullivan.